# تشكيل المعركة

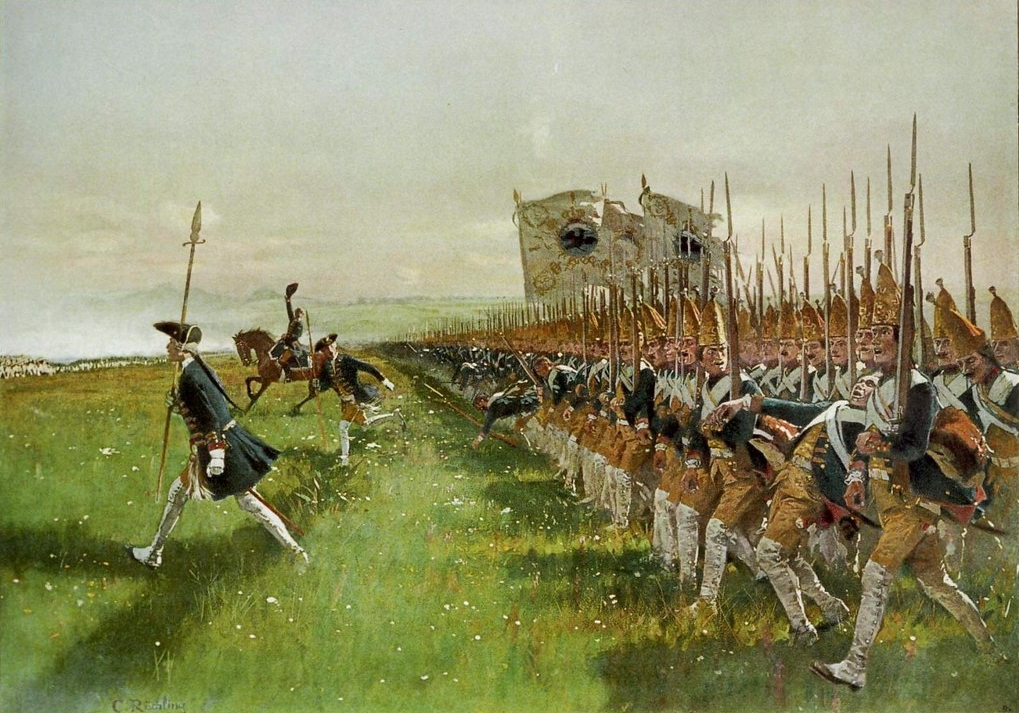

في الاستخدام الحديث، يُظهر تشكيل المعركة التنظيم الهرمي وهيكل القيادة والقوة وتوزيع الأفراد ومعدات الوحدات وتشكيلات القوات المسلحة للقوات المسلحة المشاركة في عملية أو حملة عسكرية. تستخدم الاختصارات المختلفة مثل OOB, O/B، أو OB، بينما يظل ORBAT هو الأكثر شيوعًا في المملكة المتحدة. يجب التمييز بين تشكيل المعركة وجدول التنظيم، وهو التكوين لوحدة أو تشكيل معين وفقًا للعقيدة العسكرية لقوتها المسلحة. مع تطور العمليات القتالية أثناء الحملة، يمكن مراجعة تشكيلات المعركة وتعديلها استجابة للاحتياجات والتحديات العسكرية. أيضًا قد تتغير التفاصيل المعروفة لتشكيل المعركة أثناء تنفيذ القادة بعد تقارير الإجراءات و/ أو أساليب المحاسبة الأخرى (مثل الإرساليات) عند إجراء تقييم قتالي. 

## النهج التاريخي

### كلاوزفيتز
عرّف كلاوسويتز «تشكيل المعركة» على أنه «تقسيم وتشكيل الأسلحة المختلفة إلى أجزاء أو أقسام منفصلة من الجيش بأكمله، وهذا الشكل من المواقف العامة أو التصرف في تلك الأجزاء التي يجب أن تكون هي القاعدة في مجملها حملة أو حرب». 

## أمثلة
يمكن العثور على بعض الأمثلة على ORBATs في الحرب الحديثة لغزو نورماندي ومعركة بون جيا خلال حرب فيتنام ومعركة الفاو خلال حرب العراق.